# 三杜县
三杜县是柬埔寨磅同省下辖的一个县。柬埔寨华人称其为逊夺县。
据1998年人口普查，此县共有58,434人。
三杜丝绸场位于该县境内。境内的三杜山是著名的文化景点。